# Miki Jun

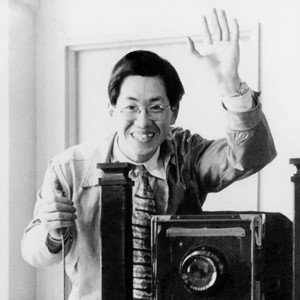
Miki Jun, 1950

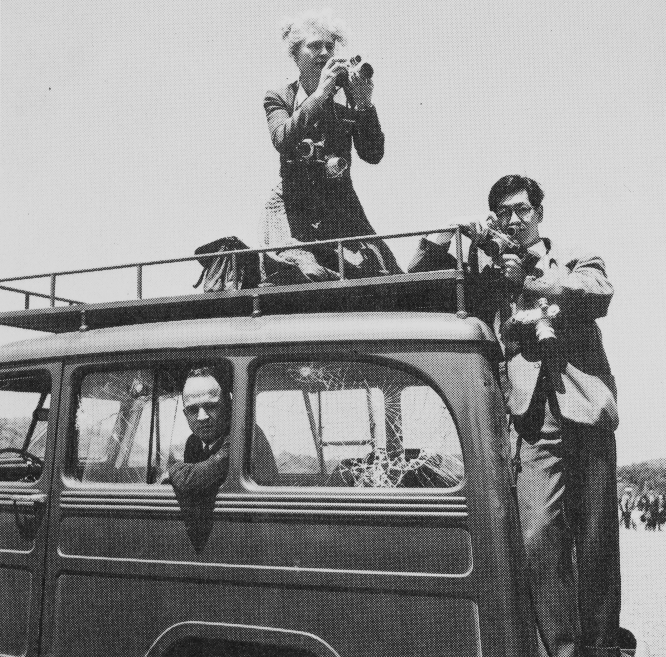
Margaret Bourke-White und Miki Jun während des 1.-Mai-Zwischenfalls 1952 in Tokio

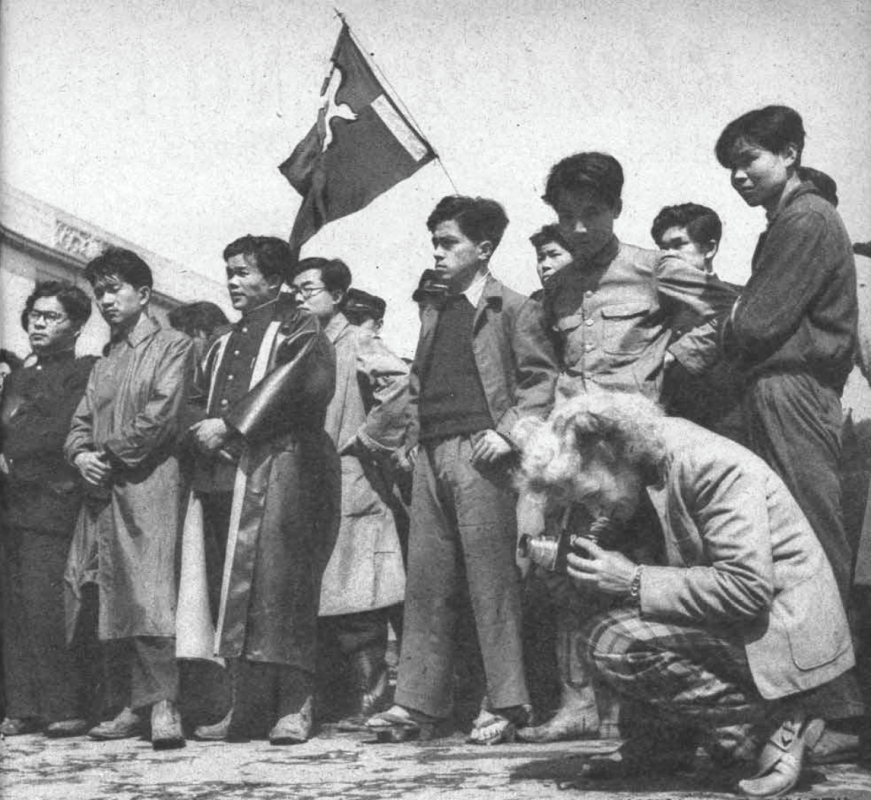
Margaret Bourke-White fotografiert am 1.-Mai-Zwischenfall1952 in Tokyo, Foto: Miki Jun

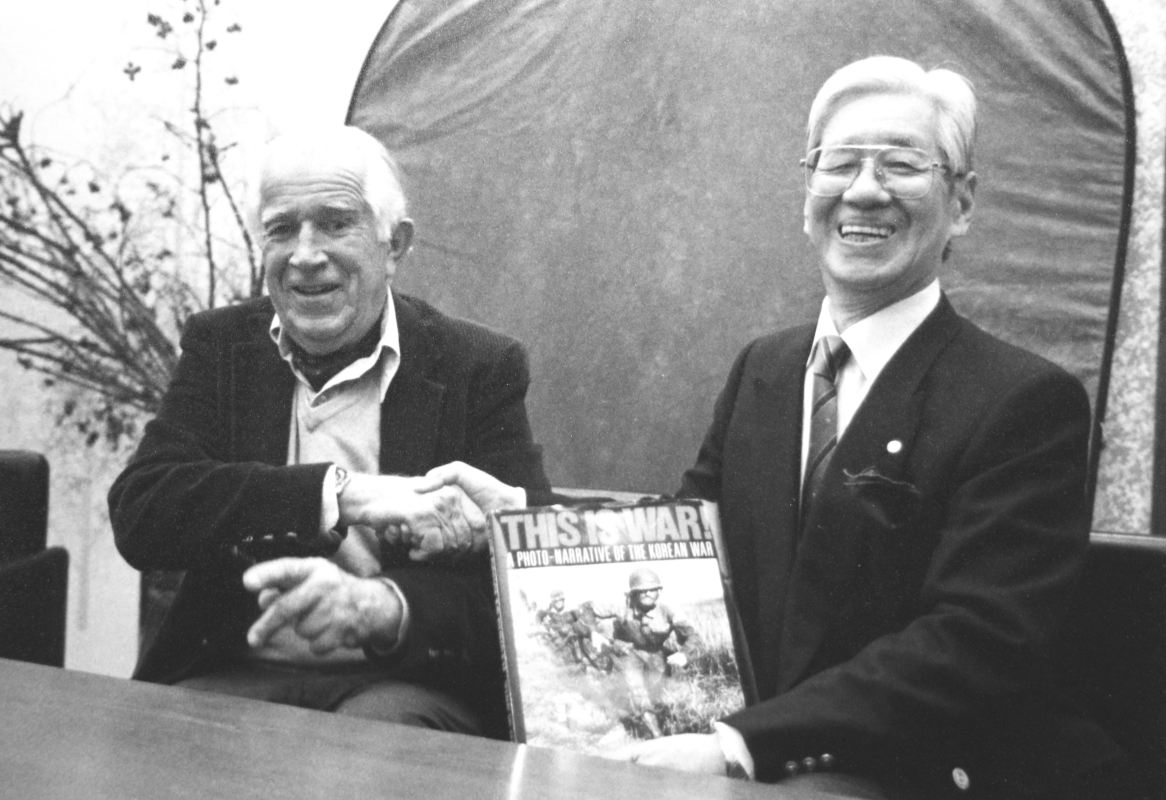
Miki 1990 mit D. D. Duncan

Miki Jun (japanisch 三木 淳; geboren 14. September 1919 in Kurashiki (Präfektur Okayama); gestorben 22. Februar 1992) war ein japanischer Fotograf.

## Leben und Wirken
Miki Jun fing mit zehn Jahren an zu fotografieren. Während er in Fakultät für Wirtschaftswissenschaften der Keiō-Universität studierte, unterstützte Kamekura Yūsaku, Direktor der Kunstabteilung und Grafikdesigner des „International Press Crafts“ (Nachfolger des zweiten japanischen Workshops, der 1939 von Natori Yōnosuke begonnen worden war) Miki, professioneller Fotograf zu werden. Miki arbeitete dann als Assistent des Fotografen Domon Ken. Nach seinem Universitätsabschluss im Jahr 1943 trat er einer Handelsfirma bei, wurde jedoch bald darauf zur Armee eingezogen.
Nach dem Ende des Zweiten Weltkriegs begann Miki sich 1947 auf Einladung von Natori mit seinem Freund, dem Fotografen Inamura Takamasa (稲村 隆正, 1923–1989), für das Magazin „Sun News Photos“ (週刊サンニュー, Shūkan san nyūsu) zu arbeiten. Als Mitglied der Foto-Abteilung des Magazins setzte sich Miki ein für eine neue, realistisch-betonte Fotografie. Themen waren Stromausfällen in Tokio, Ginza, die Arbeitsschutzbüros, die Schließung des Jōban-Kohlebergwerks (常磐炭田), die Tokioter Prozesse zu Kriegsverbrechen.
Nachdem Miki für das Büro Tokio des „Time-Life“-Magazins der Time Inc. gearbeitet hatte, wurde er 1956 freier Fotograf. Er fotografierte von 1958 bis 1959 in den lateinamerikanischen Ländern. Für die Reportage „Mayaku“ (麻薬) – „Drogen“, die 1960 in der Zeitschrift „Japan“ veröffentlicht wurde, erhielt er den „Kodansha Photo Award“. 1962  wurde er mit Preis der „Japan Professional Photographers Society“ (日本写真家協会, Nihon shashinka kyōkei) ausgezeichnet für seine Einzelausstellung „Mexico Photo Exhibition: Gesichtsausdrücke aufstrebender Länder“, die im Kaufhaus  Takashimaya in Tokio gezeigt wurde. Ein weiteres Werke aus der Zeit ist  „Samba – samba – Burajiru“ (サンバ・サンバ・ブラジル), eine Sammlung von Fotos, die er in Brasilien gemacht hatte.
1977 wurde Miki Professor am „Nihon University College of Art“ (日本大学芸術学部). Er war Direktor des „Domon Ken Gedächtnismuseums“ (土門拳記念館). Von 1981 bis 1989 war er Präsident der „Japan Professional Photographers Society“.
Seit 1999 vergibt die Firma Nikon den „Miki Jun Preis“.